# Мичелли, Романо
Романо Мичелли (итал. Romano Micelli; род. 24 февраля 1940, Базилиано, Италия) — итальянский футболист, защитник.

## Клубная карьера
Родился 24 февраля 1940 года в городе Базилиано. Во взрослом футболе дебютировал в 1959 году выступлениями за команду «Монфальконе». Уже через год перешел во второго «Рьюните», а ещё через год продолжил выступления в Серии B в составе «Катандзаро». Отыграл за команду из Катандзаро следующие три сезона своей игровой карьеры. Большинство времени, проведённого в составе «Катандзаро», был основным игроком защиты команды.
В 1964 году перешел в «Фоджу». В качестве новичка элитного футбольного дивизиона страны продемонстрировал уверенную игру, которая привлекла внимание представителей более амбициозных команд. Поэтому уже следующий сезон 1965/66 отыграл за «Болонью», которая до последнего сражалась с «Интером» за чемпионский титул, однако удовлетворилась лишь серебряными наградами первенства.
Несмотря на существенный вклад в получение «серебра» в межсезонье «Болонья» продала Мичелли в «Наполи». Здесь он провел следующие три сезона карьеры, в течение которых неаполитанцы неизменно боролись за самые высокие места в чемпионате, однако сам игрок получал все меньше игрового времени.
Поэтому в 1969 году перешел в «Ареццо», а затем, после сезона 1971/72, проведенного в любительском «Линьяно», завершил игровую карьеру.

## Карьера в сборной
Весной 1965 года в статусе игрока Фоджи провел свой первый и единственный официальный матч в форме национальной сборной Италии.